# Villa Rosa (Martinsicuro)
Villa Rosa è una frazione di Martinsicuro e nota località balneare del litorale del medio Adriatico. All'arrivo nel centro abitato si nota il cartello "Prima Spiaggia D'Abruzzo", con riferimento al territorio comunale di appartenenza, che si estende fino agli estremi limiti settentrionali della Regione Abruzzo, al confine con le Marche. La località non va confusa con il comune di Villarosa, in Sicilia.

## Geografia e clima
La frazione si estende sulla costa del medio Adriatico, 4 km a sud del capoluogo comunale (Martinsicuro) e meno di 1 km a nord del torrente Vibrata, che segna anche il confine fra il proprio comune di appartenenza e quello di Alba Adriatica. Il litorale di Villa Rosa è basso e sabbioso ed è caratterizzato da una flora prevalentemente psammofila.
Il clima è di tipo temperato caldo con inverni relativamente miti ed estati contraddistinte da temperature elevate, ma non torride. La temperatura media annua è di 15,3 °C, con una media di 7,0 C° nel mese più freddo, febbraio, e di 24,5 C° nel mese più caldo, agosto. Le precipitazioni medie annuali sono di poco inferiori ai 600mm.
| Mese                         | Mesi | Mesi | Mesi | Mesi | Mesi | Mesi | Mesi | Mesi | Mesi | Mesi | Mesi | Mesi | Stagioni | Stagioni | Stagioni | Stagioni | Anno |
| Mese                         | Gen  | Feb  | Mar  | Apr  | Mag  | Giu  | Lug  | Ago  | Set  | Ott  | Nov  | Dic  | Inv      | Pri      | Est      | Aut      | Anno |
| ---------------------------- | ---- | ---- | ---- | ---- | ---- | ---- | ---- | ---- | ---- | ---- | ---- | ---- | -------- | -------- | -------- | -------- | ---- |
| T. max. media (°C)           | 11   | 11   | 15   | 18   | 23   | 27   | 30   | 31   | 26   | 22   | 16   | 12   | 11,3     | 18,7     | 29,3     | 21,3     | 20,2 |
| T. min. media (°C)           | 4    | 3    | 6    | 8    | 12   | 16   | 18   | 18   | 15   | 12   | 8    | 5    | 4        | 8,7      | 17,3     | 11,7     | 10,4 |
| Giorni di gelo (Tmin ≤ 0 °C) | 9,4  | 10,3 | 6,0  | 1,3  | 0,0  | 0,0  | 0,0  | 0,0  | 0,0  | 0,0  | 1,6  | 6,6  | 26,3     | 7,3      | 0,0      | 1,6      | 35,2 |
| Precipitazioni (mm)          | 48   | 49   | 59   | 63   | 53   | 37   | 24   | 20   | 46   | 50   | 69   | 62   | 159      | 175      | 81       | 165      | 580  |

## Storia
L'abitato iniziò a svilupparsi nella seconda metà dell'Ottocento con il nome di Villa Franchi (i Franchi erano una famiglia di possidenti locali). Nei primi anni del Novecento prese il nome di Villa Rosa.
Per lungo tempo fece parte del Comune di Colonnella, distaccandosene successivamente insieme a Martinsicuro (1963), di cui divenne frazione. Da allora Villa Rosa ha quadruplicato la propria popolazione (3.661 ab. secondo i dati censuali del 2001), acquisendo spiccate connotazioni residenziali e turistiche.

## Monumenti e luoghi d'interesse
Villa Rosa possiede alcuni pregevoli edifici residenziali eretti fra la seconda metà dell'Ottocento e i primi decenni del Novecento, in concomitanza con il primo sviluppo del paese. Fra di essi le tre residenze padronali della famiglia Franchi, proprietaria di terre e industrie (fornaci per la fabbricazione di laterizi) che, stabilitasi in zona, diede inizialmente il nome alla località (Villa Franchi). La più antica, nota con il nome di Castellaccio Franchi, sorge nelle campagne circostanti, in contrada da Civita, sui primi contrafforti collinari ad occidente di Villa Rosa, e fu edificata fra il 1850 e il 1860. Le due restanti, di gusto eclettico, sono situate nell'abitato: la prima, Villa Franchi (in via Roma), fu eretta negli ultimi anni dell'Ottocento, la seconda (in via Filzi), è del 1902.
Fra gli altri edifici di pregio si segnalano Villa Flajani (o "Casone"), ultimata nel 1860, e le cosiddette Casette Flajani dei primi anni del Novecento, in stile modernista e attualmente in fase di restauro. Il famoso "casone" fu la residenza di caccia del Principe Ludovisi di Piombino, erede della famiglia Acquaviva d'Aragona (nipote del noto principe Chigi di Roma), vendette il tutto ad il Marchese Antonio Flajani nel 1838 con atto not. Ruggeri Gaetano.

Villa Rosa vanta anche due edifici di culto eretti entrambi nell'Ottocento: la Chiesa dell'Addolorata, degli inizi del secolo, e la Chiesa della Madonna di Loreto, del 1896.
Di notevole interesse storico e architettonico sono infine la Fornace Franchi e la Fornace Bagalini-Fiore (Flajani), edificate nel 1904 e 1921. Adibite un tempo alla produzione di laterizi sono attualmente dismesse. Le fabbriche costituiscono una importante testimonianza dell’archeologia industriale abruzzese degli inizi del XX secolo.

### Le chiese
- Parrocchia di San Gabriele dell'Addolorata: si tratta della principale chiesa della frazione. La parrocchia è stata istituita nel 1989 insieme a quella storica di Santa Maria Bambina, la chiesa è stata inaugurata nel 1999 dal vescovo della diocesi di San Benedetto del Tronto. La parrocchia ha un aspetto molto monumentale, progettata dall'architetto Vincenzo Acciarri, preceduta da un gran piazzale adornata da torre campanaria avveniristica in cemento armato, con un concerto di 8 campane; la facciata è decorata da una geometria di pilastri in cemento che compongono geometrici spazi con vetrate policrome. L'interno rettangolare è a navata unica, molto ampia, con scansione delle cappelle laterali da colonne cilindriche. Il presbiterio è sopraelevato al pavimento, varie sono le opere d'arte moderna, come l'altare su parete rettangolare rivestita in legno, e la scultura dello Spirito Santo.

- Chiesa di Santa Maria Bambina: risalente al 1933, prima parrocchia pubblica dell'abitato di Villa Roaa ha un aspetto neo romanico che tende al razionalismo fascista.

- Cappella della Madonna di Loreto: si trova presso la masseria di Villa Franchi, dallo stile semplice rurale.
- Cappella dell'Addolorata: si trova presso la masseria di Villa Flajani in via Papa Giovanni XXIII. È la chiesa più antica di Martinsicuro, originariamente situata nel territorio parrocchiale del comune di Colonnella, fu anche sede sal 1933 della parrocchia di San Gabriele dell'Addolorata prima cella costruzione della chiesa moderna. Lo stile rurale settecentesco mostra l'esterno in mettoni a vista, facciata a capanna con architrave a timpano triangolare, e successione centrale, in asse, di un portale architravato sormontato da finestrone. Il campanile laterale è a torre con cuspide, l'interno è a navata unica con dipinti a motivi geometrici.

## Aree protette
Fra il fiume Tronto e il torrente Vibrata, si estende il biotopo costiero di Martinsicuro (noto anche come biotipo di Martinsicuro e Villarosa). È un'area protetta (dal 1988), caratterizzata da dune mediterranee, canneti, spiagge sabbiose di notevole interesse naturalistico, con una vegetazione psammofila e specie floreali molto rare.

## Comunicazioni
Villa Rosa è ben collegata con le principali città italiane. Un'adeguata rete stradale, autostradale e ferroviaria assicura infatti alla località comunicazioni relativamente rapide con il resto d'Abruzzo e d'Italia: la Strada statale 16 Adriatica passa a poche centinaia di metri dal centro dell'abitato e, nel 1999, è stato aperto al traffico lo svincolo autostradale di Val Vibrata (A14), a 2,5 km. di distanza dal paese. Le stazioni ferroviarie più vicine sono quelle di Martinsicuro e Alba Adriatica, entrambe parti della linea Adriatica e situate rispettivamente a nord e sud di Villa Rosa. L'Aeroporto internazionale d'Abruzzo è a circa 65 km di distanza ed è raggiungibile per autostrada.

## Economia

### Turismo
Le buone comunicazioni, unitamente alla presenza del biotipo costiero, alla bellezza delle spiagge di arena fine, alla vicinanza di Alba Adriatica, stazione balneare fra le più frequentate d'Abruzzo, e di San Benedetto del Tronto importante centro turistico e commerciale delle Marche, hanno incentivato lo sviluppo del turismo. Villa Rosa accentra da tempo la maggior parte delle strutture ricettive del proprio comune di appartenenza e richiama un numero sempre maggiore di vacanzieri da tutto il territorio nazionale e, negli ultimi decenni, anche dall'estero.

### Industrie
- Fornace Bagalini-Fiore (Flajani): è stata una della più importanti industrie di laterizi d'Italia. [4] Le trasformazioni apportate dall'ingegnere Ulderico Bagalini incrementarono favorevolmente la capacità produttiva della fornace tramite l'uso all'avanguardia del forno a tunnel, uno dei primi in Italia, costruito sul brevetto svizzero AEB. Durante i circa 60 anni della sua attività produttiva la fornace Bagalini-Fiore (Flajani) assunse complessivamente 411 operai, con una media occupazionale di 45 unità lavorative.